# Hafen

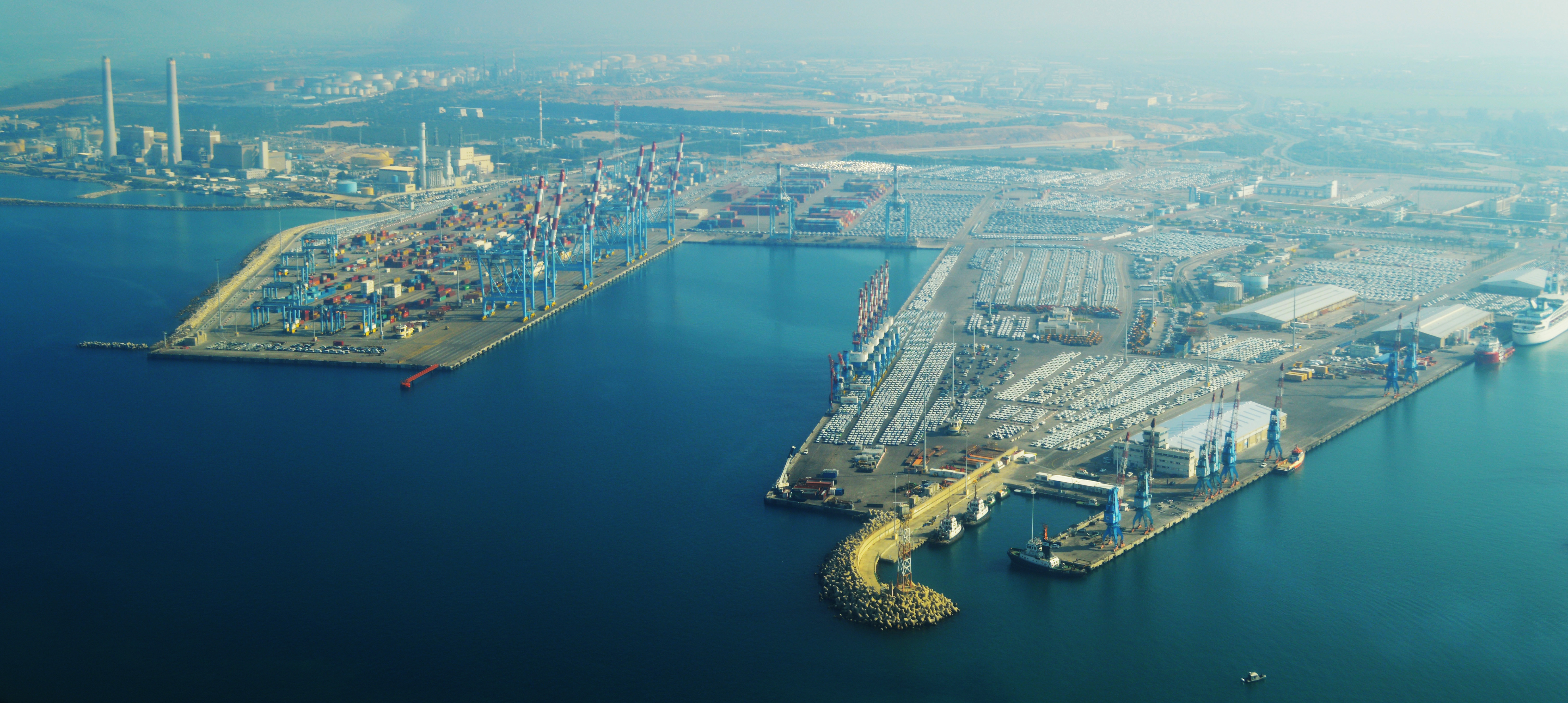
Schrägluftbild des Hafens von Ashdod (israelische Mittelmeerküste)

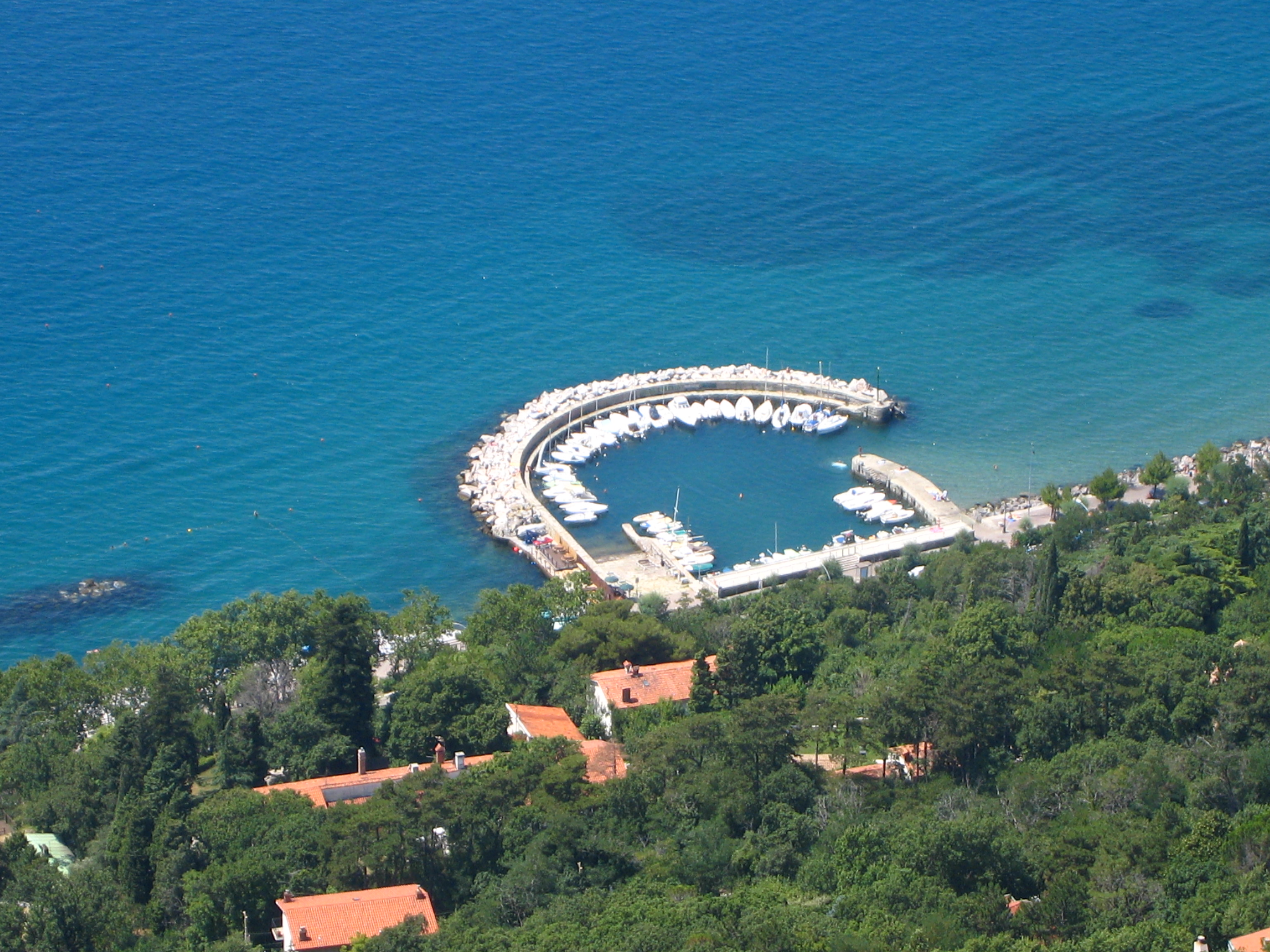
Schrägluftbild der Marina Porticciolo del Cedas in Barcola (Golf von Triest)

Ein Hafen ist ein Bereich an einer Meeresküste oder am Ufer eines Flusses, Sees oder Kanals, an dem Schiffe anlegen können. Meist ist der Hafen ausgestattet mit Anlagen zum Beladen oder Löschen der Schiffe sowie weiterer Infrastruktur. Er besteht insbesondere aus dem oder den Hafenbecken sowie aus Kais und Molen. Werden natürliche Gegebenheiten genutzt, spricht man in diesem Abschnitt von einem Naturhafen.

## Allgemeines
Die Infrastruktur umfasst insbesondere die Versorgung mit Wasser (Trinkwasser & Brauchwasser) sowie die Abwasserentsorgung und den Treibstoffbezug, was zu den hafennahen Dienstleistungen gehört.
Für den guten Zu- und Ablauf von Gütern und Passagieren ist eine möglichst bedarfsgerecht ausgebaute Verkehrsanbindung des Hafens an das Festland per Schiene, Straße und Wasserstraße notwendig; außerdem sind für die reibungslose Abfertigung Lager- und Umschlagflächen wichtig. Häfen erfüllen auch mehrere Funktionen gleichzeitig; so können viele Häfen als Nothafen bei Unwetter oder Havarien dienen, meist sind sie der erste Handelsplatz für die ankommenden Güter.
Häfen sind meist Bestandteil öffentlicher Infrastruktur, und der Umschlagbetrieb wird häufig von privaten Anbietern durchgeführt. Für die Nutzung von Häfen durch die Schifffahrt ist eine Gebühr an den Hafenbetreiber zu entrichten.
Die staatliche Kontrolle in einem Hafen wird in Deutschland vor allem durch den Hafenkapitän (in Seehäfen), durch die Wasserschutzpolizei (in See- und Binnenhäfen) sowie die Berufsgenossenschaft Verkehr (in Seehäfen) wahrgenommen. In den seewärtigen Hafenzufahrten nimmt in Deutschland darüber hinaus die Wasserstraßen- und Schifffahrtsverwaltung (WSV) die ständige Sicherung der Wasserstraßen vor, im Fall einer Havarie übernimmt das Havariekommando die Koordination der Rettungs- und Bergungskräfte.
Häfen und deren Betrieb sind oftmals Ursache von Umweltverschmutzung, wie z. B. Sedimentkontamination und Leckagen von Schiffen, und sie sind anfällig für Umweltprobleme größerer Dimension, wie etwa dem vom Menschen verursachten Klimawandel und seine Auswirkungen.

## Geschichte des Hafenbaus

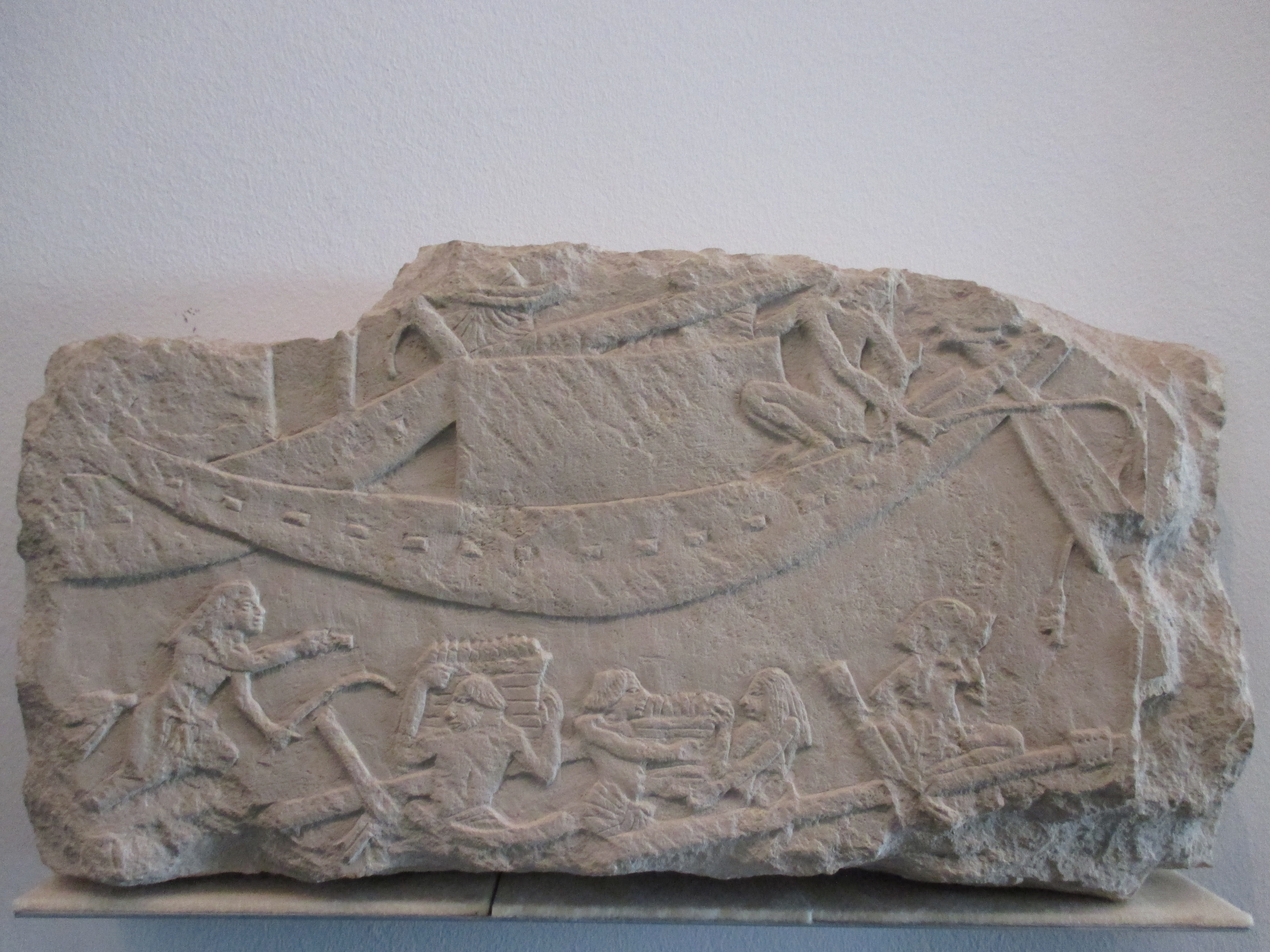
Altägyptisches Relieffragment mit Hafenszene, Roemer- und Pelizaeus-Museum Hildesheim 12. Jh. v. Chr.

Bis zum Bau künstlicher Häfen wurden Buchten oder Flussmündungen zum Be- und Entladen von Schiffen benutzt. Bereits die Phönizier legten um 1700 vor Christus künstliche Häfen an, ihre ersten Hafenstädte waren wohl Sidon und Tyrus. Auch frühe Formen von Docks wurden von ihnen entwickelt, um Schiffe zu Wasser zu lassen. Der erste bedeutende Hafenbau mit einer großen steinernen Mole war der Hafen von Samos aus der Zeit des Polykrates (540–523 v. Chr.) Unter Themistokles wurde ab 493 v. Chr. der Hafen von Piräus mit 400 bedeckten Schiffsplätzen für die Athener Flotte erbaut.
Der wohl weltgrößte Hafen des 3. Jahrhunderts v. Chr. war der Doppelhafen von Karthago, der einen vorgelagerten Handelshafen von 150 mal 400 Metern und eine dahinter befindliche militärische Anlage umfasste. Der bedeutendste Hafen des östlichen Mittelmeers wurde von den Ptolemäern seit etwa 300 v. Chr. in Alexandria angelegt. Er konkurrierte mit den Häfen von Rhodos und Milet. Ob der etwa 120 bis 150 Meter hohe Leuchtturm von Alexandria der erste seiner Art war, ist nicht gewiss. Dionysios I. vergrößerte den Hafen von Syrakus auf etwa 300 Schiffsplätze. Unter Herodes wurde der Hafen von Caesarea Maritima mit Hilfe von Steinwällen errichtet.
Seit dem 1. Jahrhundert wurde im Hafenbau der römische Beton (Opus caementitium) verwendet. Unter Kaiser Claudius entstand der Hafen von Rom in Ostia Antica. Hier wurden erstmals – wie von Plinius dem Jüngeren beschrieben – mit Steinen oder Mörtel gefüllte Schiffe als Fundamente versenkt. Von Vitruv stammen die ersten systematischen Erwägungen über die Standortwahl und die Anlage von Seehäfen; er beschreibt die Methode, mit Mörtel und Bruchsteinen gefüllte Kästen als Fundamente für gemauerte Dämme auf den Meeresgrund abzusenken.
Als älteste nachgewiesene künstliche Schiffsanlegestelle Nordeuropas entstand um die Zeitenwende in Velsen für die römische Kriegsflotte das Flevum. Später wurden bis etwa 350 n. Chr. auch am Rhein etliche befestigte Flottenstützpunkte mit künstlich angelegten Molen errichtet. Der möglicherweise früheste nachrömische Hafen ist in Stade um das Jahr 670 entstanden. Doch wurden rund um die südliche Nordsee vom 7. bis ins 12. oder 13. Jahrhundert die meisten Handelsschiffe auf sog. Ufer- oder (in Küstennähe) Strandmärkten einfach auf den flachen Strand gesetzt, wo auch von Schiff zu Schiff gehandelt wurde. Der Hamburger Hafen – zunächst ein hölzerner Landungssteg – datiert aus der Zeit um 800; ein erstes künstliches Hafenbecken wurde hier nach 1100 angelegt. Der älteste erhaltene Kunsthafen Deutschlands ist der Vegesacker Hafen von 1622/23. Seit dem 19. Jahrhundert entstanden spezialisierte Industriehäfen, in denen die umgeschlagenen Güter teils weiterverarbeitet wurden (z. B. in Getreidemühlen, Sägewerken oder Fischfabriken).

## Hafentypen

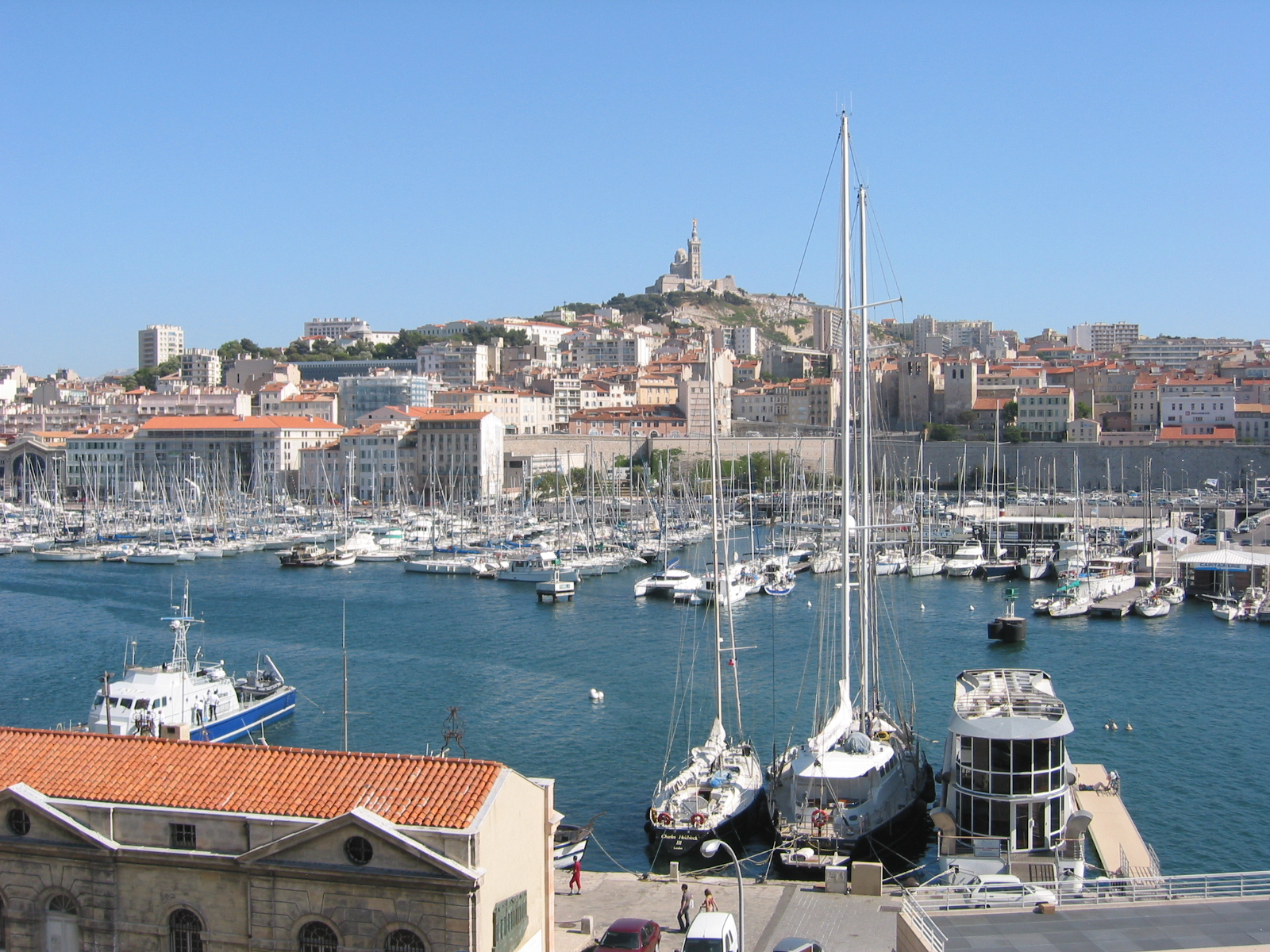
Alter Hafen (Marseille)

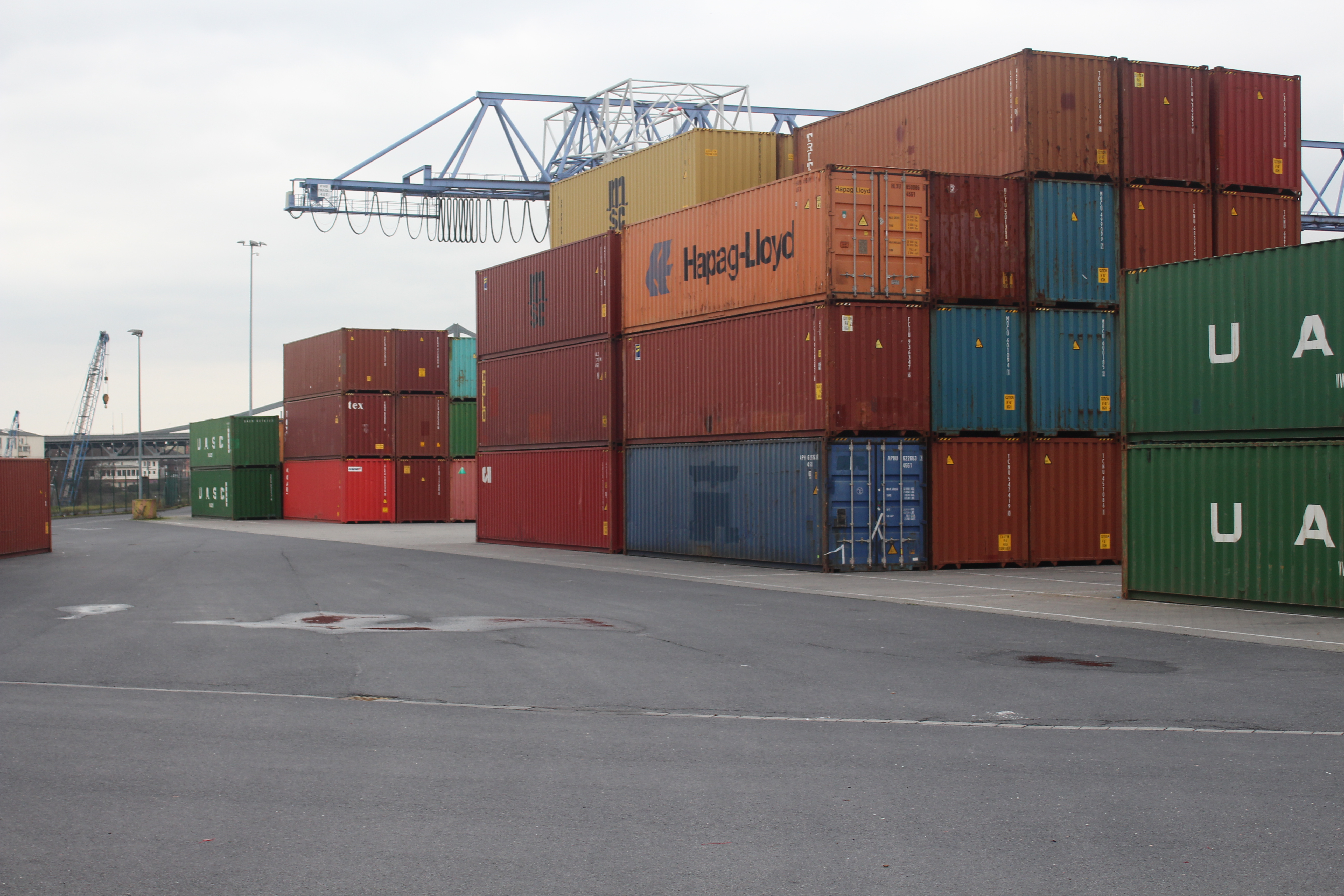
Container im Rheinhafen Krefeld

### Unterscheidung nach Lage
Je nach der Lage eines Hafens unterscheidet man
- Binnenhäfen liegen an Flüssen, Kanälen und Seen
  - Länden sind hafenähnlich ausgebaute Landungsplätze ohne natürliche oder bauliche Abgrenzung zum Fahrwasser
- Seehäfen liegen meist an der Küste zur See bzw. zum Ozean, aber auch an Flusshäfen, die mit ausreichend Tiefgang von Seeschiffen angefahren werden können (z. B. Hamburg: rund 100 km oberhalb der Elbmündung)
  - Tiefwasserhäfen sind Seehäfen mit einem Tiefgang von mindestens 14 m oder die Schiffe oberhalb der mittleren Schiffsgröße des jeweiligen Typs aufnehmen und bedienen können.[8]
  - Tidewasserhafen – in Tidegewässern werden offene und Dockhäfen unterschieden: Während ein offener Hafen den Wasserstandsschwankungen der Gezeiten unterliegt, liegt der Dockhafen hinter einer Schleuse; der Wasserstand ändert sich dort nicht im Rhythmus der Gezeiten.

### Unterscheidung nach Nutzung
Eine weitere Unterscheidung zwischen den verschiedenen Hafentypen kann man nach ihrem Verwendungszweck vornehmen:
- Handelshafen für den Warenumschlag (Verschiffung)

1. Stückguthafen zur Abfertigung von Stückgutfrachtern (für Stückgut, u. a. Einzelladungen, Fahrzeuge)
2. Schwerlasthafen zur Abfertigung von Schwergutschiffen für schwere und übergroße Ladung (z. B. Maschinenanlagen oder Teile für Offshorebauwerke)
3. Containerhafen (im Rahmen der Containerisierung seit Ende der 1960er Jahre in ISO-Container verstaute Ladung zur Beförderung auf inzwischen großen Containerschiffen, aber auch auf sog. Feederschiffen)
4. Flüssigguthafen zur Abfertigung von Tankschiffen (u. a. für Öl- und Chemieprodukte)
5. Schüttguthafen zur Abfertigung von Bulkern (u. a. für Kohle, Erze, aber auch Getreide und Düngemittel)
6. Frachthafen hauptsächlich oder ausschließlich zum Umschlag von Frachten

- Passagierhafen

1. Fährhäfen – für Auto- oder Eisenbahnfähren / RoRo-Fähren, häufig beides
2. Kreuzfahrthafen – als Ausgangs- und Endpunkt für Kreuzfahrtpassagiere, aber auch als Anlandungspunkt für Kreuzfahrt-Touristen
3. Marinas (Yachthäfen) – Freizeithafen, Häfen für Sportboote, Yachten und ähnliches

- Marinestützpunkte

1. U-Boot-Hafen
2. Hafenanlagen für die Küstenwache

- Versorgungshafen (Schlepper, Offhore-Versorger)
- Werft, Dock
- Fischereihafen für die Küsten- oder Hochseefischerei
- Frachthafen für die Frachtschifffahrt
- Bauhafen – zur Unterhaltung der Wasserwege
- Winter- oder Sicherheitshafen – zum Schutz vor Eisgang und Hochwasser an Flüssen
- Not- bzw. Schutzhafen – in dem sich Schiffe vor Unwetter oder Eisgang in Sicherheit bringen können
- Heimathafen – die Bezeichnung für denjenigen Hafen, in dem ein Schiff registriert ist (siehe auch Ausflaggung)
- Warmwasserhafen – vereist im Winter nicht und ist daher ganzjährig nutzbar
- Auflieger-Hafen (= Hafen oder Hafenbecken, in dem viele Auflieger (= zzt. nicht benötigte Schiffe als „Dauerparker“) liegen)

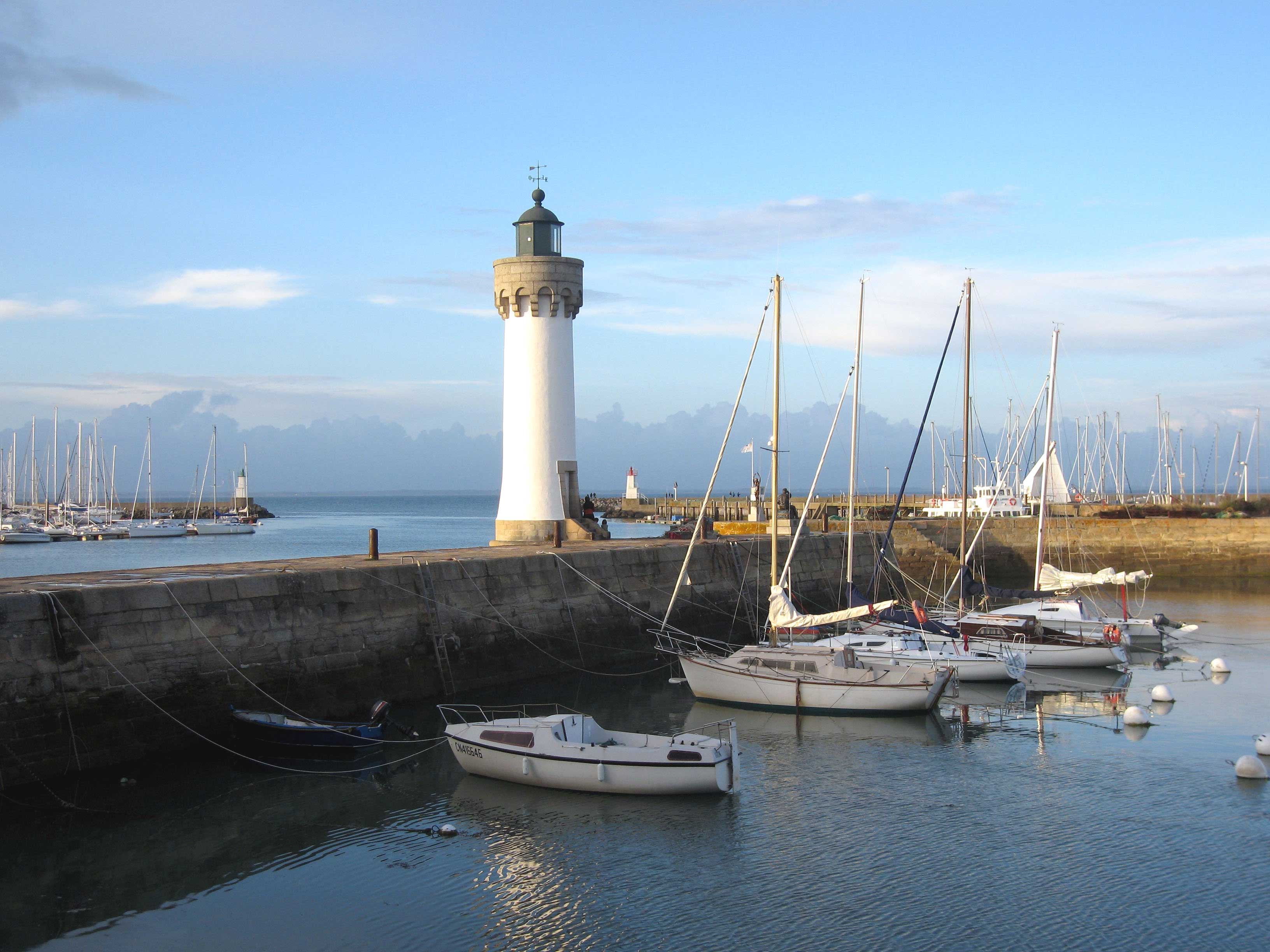
Offener Tidehafen
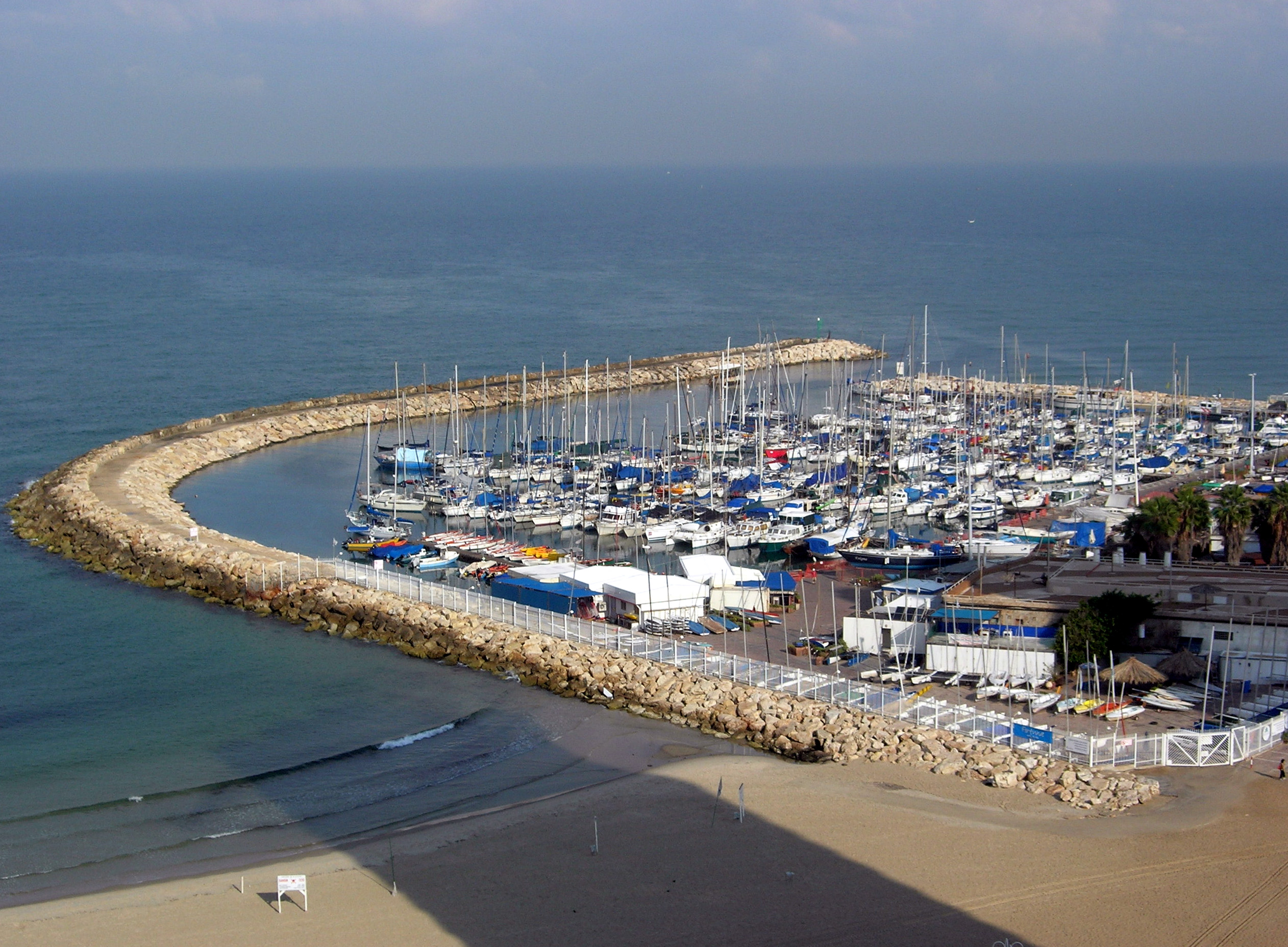
Marina
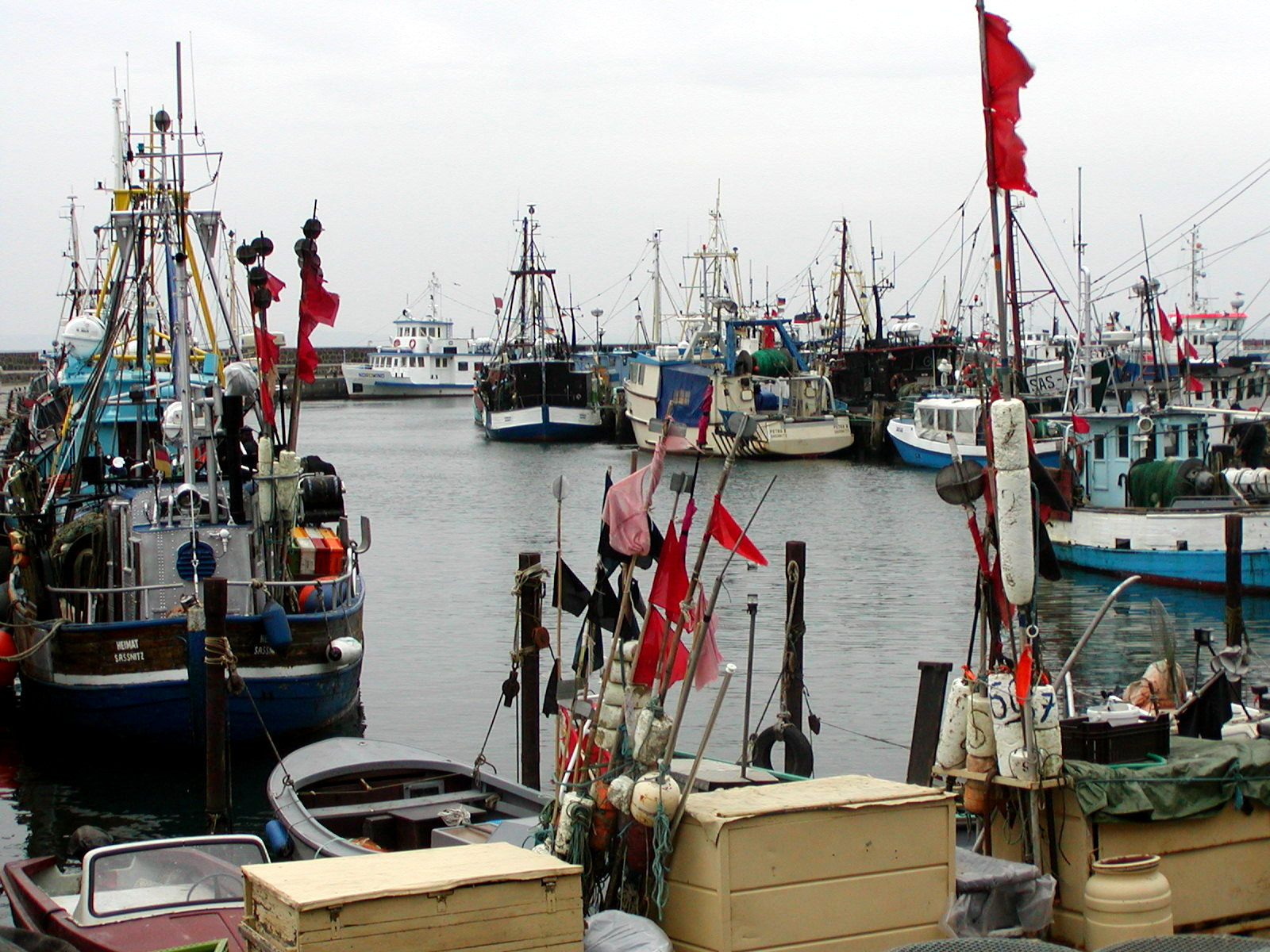
Fischerhafen
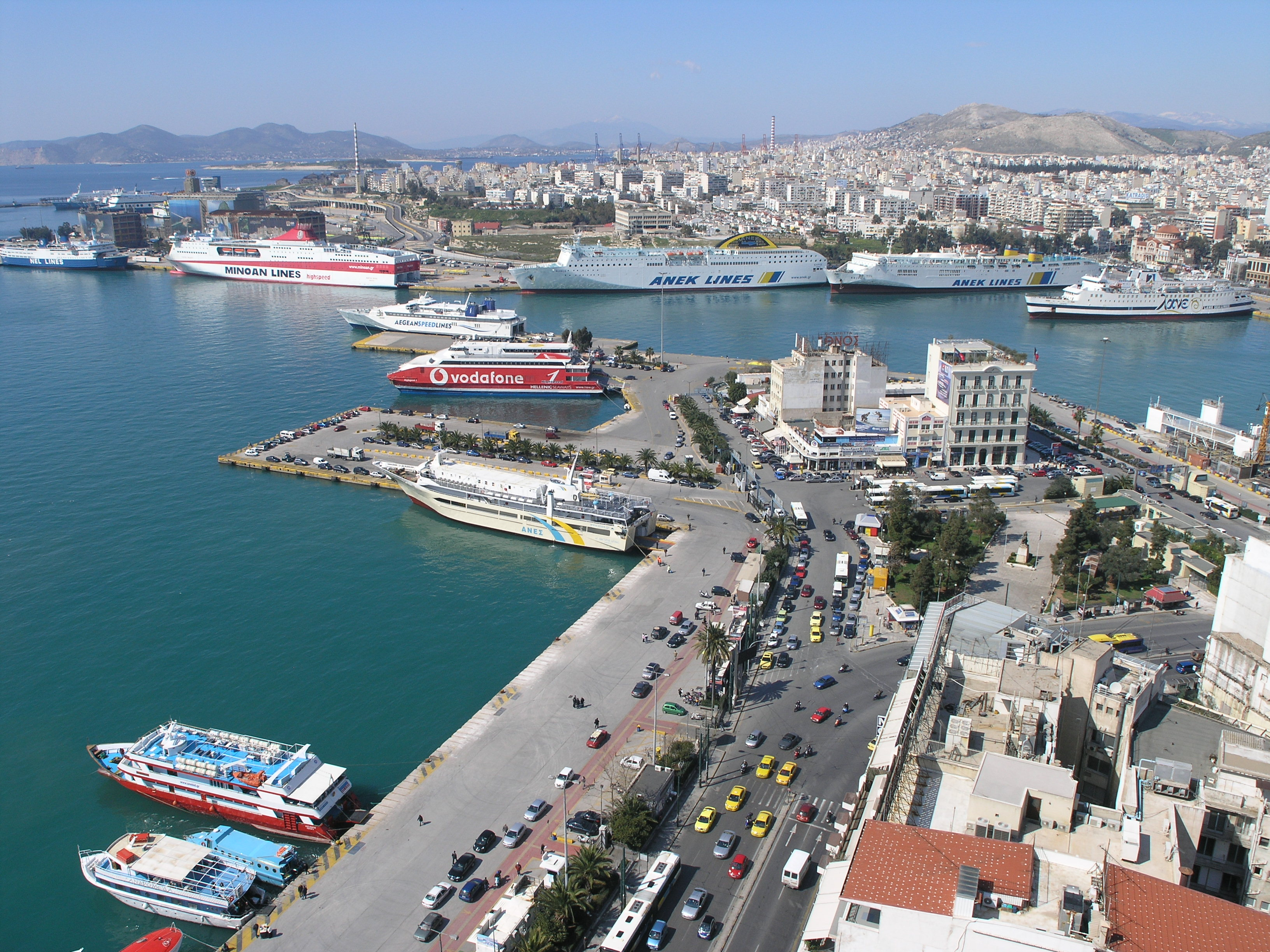
Passagierhafen
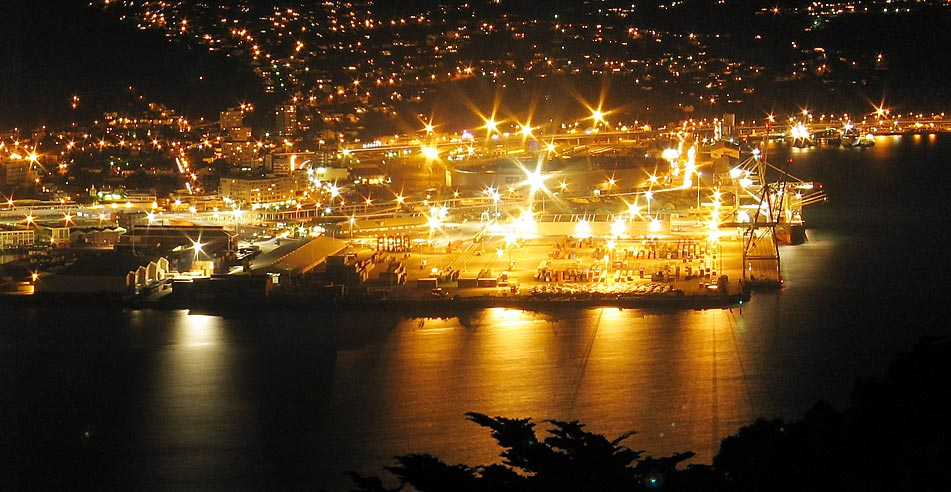
Wellington

## Ranges als Gruppe von Häfen einer Region
Mehrere Häfen innerhalb einer Region werden oft in Ranges zusammengefasst: Die bedeutendste Hafenrange in Europa ist die Nordrange (auch Hamburg-Antwerpen-Range genannt, inkl. der Häfen Hamburg, Bremerhaven/Bremen, Amsterdam, Rotterdam, Antwerpen). Bei den Containerhäfen ist die bedeutendste europäische Hafenrange die ZARA-Range (bestehend aus Zeebrugge, Antwerpen, Rotterdam, Amsterdam).
Auch in anderen Kontinenten gibt es namhafte Hafenranges:
- West Africa Central Range (einschließlich der Häfen der Länder Benin, Kamerun, Ghana, Elfenbeinküste und Togo)
- East Asia Range (Häfen entlang der Linie zwischen Tokio-Busan-Shanghai-Hongkong)
- South America East Coast Range (einschließlich Santos, Rio Grande, Itajai)

## Größte Häfen
Beim Größenvergleich mehrerer Häfen ist zu beachten, nach welchen Kriterien die Größe eines Hafens evaluiert wird. Gängig sind u. a. Gesamtumschlag nach Gewichtseinheiten (Tonnen) oder Anzahl der umgeschlagenen ISO-Container (in Twenty-foot Equivalent Units).

### Weltweit
| Hafen                    | Land                | 2006   | 2010   | 2013   | 2014   |
| ------------------------ | ------------------- | ------ | ------ | ------ | ------ |
| Ningbo-Zhoushan-Hafen    | Volksrepublik China | 0309,7 | 0627,0 | 0809,8 | 0873,0 |
| Hafen von Shanghai       | Volksrepublik China | 0537,0 | 0650,0 | 0776,0 | 0755,3 |
| Häfen in Singapur        | Singapur            | 0448,6 | 0502,5 | 0560,9 | 0580,8 |
| Hafen Tianjin            | Volksrepublik China | 0257,6 | 0408,0 | 0500,6 | 0540,0 |
| Hafen von Guangzhou      | Volksrepublik China | 0302,9 | 0400,0 | 0454,7 | 0500,8 |
| Hafen von Qingdao        | Volksrepublik China | 0224,2 | 0350,1 | 0450,0 | 0500,4 |
| Tiefwasserhafen Yangshan | Volksrepublik China | 0-     | 0-     | 0446,2 | 0480,0 |
| Hafen Rotterdam          | Niederlande         | 0378,4 | 0429,9 | 0440,5 | 0444,7 |
| Hafen von Dalian         | Volksrepublik China | 0-     | 0300,8 | 0408,4 | 0420,0 |
| Hafen Port Hedland       | Australien          | 0111,8 | 0178,6 | 0288,4 | 0372,4 |
| Rizhao                   | Volksrepublik China | 0-     | 0221,0 | 0309,2 | 0353,0 |
| Yingkou                  | Volksrepublik China | 0-     | 0-     | 0330,0 | 0330,7 |
| Hongkong                 | Hongkong            | 0238,2 | 0267,8 | 0276,1 | 0297,7 |
| Qinhuangdao              | Volksrepublik China | 0204,9 | 0257,0 | 0272,6 | 0274,0 |
| Hafen von Busan          | Südkorea            | 0243,5 | 0262,1 | 0270,9 | 0266,7 |

### Europa
| Hafen               | Land                   | 2007  | 2010  | 2013  | 2014  | 2015  | 2016  |
| ------------------- | ---------------------- | ----- | ----- | ----- | ----- | ----- | ----- |
| Hafen Rotterdam     | Niederlande            | 374,2 | 395,8 | 411,9 | 418,6 | 436,9 | 431,9 |
| Hafen von Antwerpen | Belgien                | 165,5 | 160,0 | 172,0 | 180,4 | 190,1 | 198,7 |
| Hamburger Hafen     | Deutschland            | 118,2 | 104,5 | 120,6 | 126,0 | 120,2 | 120,3 |
| Hafen von Amsterdam | Niederlande            | 83,9  | 89,9  | 92,3  | 96,3  | 98,8  | 96,3  |
| Hafen von Algeciras | Spanien                | 62,1  | 58,6  | 67,6  | 75,7  | 79,4  | 83,4  |
| BOTAŞ               | Türkei                 |       | 68,3  | 56,1  | 57,0  | 78,1  | 78,4  |
| Marseille Europort  | Frankreich             | 92,6  | 82,4  | 76,2  | 74,4  | 77,5  | 76,4  |
| İzmit               | Türkei                 | 0 -   | 53,8  | 60,7  | 58,6  | 64,2  | 66,0  |
| Port du Havre       | Frankreich             | 73,9  | 65,8  | 64,4  | 61,4  | 62,9  | 60,0  |
| Hafen von Valencia  | Spanien                | 45,9  | 53,1  | 53,5  | 55,0  | 57,6  | 58,3  |
| Immingham           | Vereinigtes Königreich | 66,3  | 54,0  | 62,6  | 59,4  | 59,1  | 54,4  |
| Bremer Häfen        | Deutschland            | 43,6  | 45,9  | 54,5  | 53,6  | 49,8  | 52,3  |
| Londoner Hafen      | Vereinigtes Königreich | 52,7  | 48,1  | 43,2  | 44,5  | 45,4  | 50,4  |
| Aliağa              | Türkei                 | 0 -   | 37,4  | 39,5  | 42,0  | 48,4  | 50,1  |
| Hafen Triest        | Italien                | 39,8  | 40,6  | 46,0  | 47,3  | 49,1  | 49,3  |
| Sines               | Portugal               | 26,0  | 24,7  | 34,6  | 35,1  | 41,2  | 48,1  |
| Hafen Genua         | Italien                | 48,4  | 41,4  | 40,8  | 43,4  | 43,4  | 45,0  |
| Hafen von Bergen    | Norwegen               | 61,2  | 49,8  | 51,8  | 42,1  | 43,6  | 44,7  |
| Hafen von Piräus    | Griechenland           | 18,9  | 13,1  | 40,2  | 41,4  | 38,3  | 41,0  |
| Göteborg            | Schweden               | 40,4  | 42,9  | 38,4  | 36,8  | 37,8  | 41,0  |

### Deutschland
| Hafen                       | 2002 | 2012 | 2013 | 2014 | 2015 | 2016 | 2017 | 2018 | 2019 | 2020 |
| --------------------------- | ---- | ---- | ---- | ---- | ---- | ---- | ---- | ---- | ---- | ---- |
| Duisburg-Ruhrorter Häfen    | 47,2 | 48,8 | 49,4 | 52,4 | 54,1 | 55,6 | 52,2 | 48,1 | 47,8 | 42,4 |
| Häfen und Güterverkehr Köln | 13,2 | 11,7 | 11,7 | 12,0 | 17,7 | 19,1 | 18,5 | 8,9  | 9,1  | 9,1  |
| Hamburger Hafen             | 9,4  | 9,9  | 10,6 | 11,7 | 12,1 | 11,3 | 10,7 | 9,8  | 8,7  | 7,9  |
| Hafen Mannheim              | 8,0  | 7,9  | 8,8  | 8,5  | 8,2  | 8,7  | 9,7  | 7,5  | 7,9  | 6,9  |
| Hafen Ludwigshafen am Rhein | 7,8  | 7,4  | 7,6  | 7,3  | 7,0  | 6,7  | 5,6  | 6,1  | 6,6  | 6,8  |
| Neusser Hafen               | 4,5  | 6,8  | 7,6  | 7,1  | 7,2  | 7,7  | 8,0  | 7,7  | 6,9  | 6,5  |
| Rheinhäfen Karlsruhe        | 6,9  | 6,2  | 6,4  | 6,6  | 6,6  | 6,3  | 7,2  | 6,4  | 6,9  | 6,2  |
| Häfen in Frankfurt am Main  | 4,1  | 3,9  | 4,2  | 4,5  | 4,2  | 4,6  | 4,6  | 4,7  | 5,4  | 5,7  |
| Berlin                      | -    | 3,6  | 4,0  | 4,1  | 3,9  | 3,7  | 2,7  | 2,3  | 1,9  | 1,8  |
| Hafen Gelsenkirchen         | 1,3  | 3,7  | 4,0  | 3,9  | 3,9  | 4,3  | 4,7  | 3,9  | 4,7  | 4,6  |
| Häfen Kehl                  | 3,5  | 3,6  | 4,4  | 3,8  | 3,8  | 4,1  | 4,1  | 4,0  | 4,3  | 4,4  |
| Mainz                       | -    | 3,0  | 3,0  | 3,2  | 2,9  | 3,2  | 2,9  | 3,2  | 3,7  | 3,7  |
| Marl                        | -    | 3,9  | 3,7  | 3,8  | 3,4  | 3,4  | 3,5  | 3,1  | 3,3  | 3,2  |
| Krefeld                     | -    | 3,5  | 3,4  | 3,2  | 3,0  | 3,2  | 3,4  | 3,5  | 3,5  | 3,0  |
| Bremer Häfen                | 4,2  | 4,4  | 3,5  | 3,3  | 3,5  | 3,6  | 3,7  | 3,7  | 2,8  | 2,7  |
| Magdeburg                   |      | 2,2  | 2,5  | 2,8  | 3,4  | 3,1  | 3,1  | 2,5  | 2,3  | 2,7  |
| Hamm                        |      | 2,5  | 2,7  | 4,4  | 4    | 4,3  | 3,8  | 3,5  | 2,8  | 2,7  |
| Hafen Heilbronn             | 4,9  | 3,7  | 4,0  | 3,1  | 2,8  | 2,5  | 2,5  | 2,2  | 2,4  | 1,9  |

## Hafenentwicklung
Häfen stehen mit anderen Häfen in einer gewissen Wettbewerbssituation, einige kooperieren auf bestimmten Gebieten mit anderen Häfen. Häfen sind ständigen Veränderungen unterworfen und Einflüssen von außen, also politischer Gesetzgebung, Entscheidungen von Kunden (Reedereien), von Warenflüssen sowie wirtschaftlichen Entwicklungen ausgesetzt.
Häfen entstehen meist in mehreren Phasen (Planung, Bau, Betrieb). Je nach Hafengröße können dafür mehrere Jahre vergehen. So sind die Containerterminals im Hafen von Rotterdam schrittweise in mehreren Bauabschnitten seit 1970 entstanden.

### Hafenfinanzierung
Häfen sind meist aufwändig zu erstellende Infrastrukturprojekte mit entsprechend hohem Kostenaufwand. Dieser Aufwand ist nötig für die Errichtung der Anlegestellen (Kaianlagen) und der Hinterlandanbindung sowie für den Erhalt der Häfen. In Deutschland werden Häfen größtenteils als Daseinsvorsorge, also Teil öffentlicher Infrastruktur gesehen. In Deutschland ist daher das sog. Landlord-System weit verbreitet, nach dem der Staat die Infrastruktur bereitstellt und finanziert und die Hafenumschlagsunternehmen die Hafensuprastruktur bereitstellen und finanzieren.

#### Hafeninfrastruktur
Hafenanlagen (Kaimauer, Flächen etc.) werden zur Hafeninfrastruktur gezählt. Diese wird meist durch die örtlichen Behörden zur Verfügung gestellt, die diese an Umschlagsunternehmen und weitere Lagerhaus- und Logistikunternehmen vermietet.

#### Hafensuprastruktur
Umschlaganlagen, Lagerflächen, Logistikflächen innerhalb von Umschlagsunternehmen, die sich auf der Hafeninfrastruktur befinden.

### Politik in Häfen

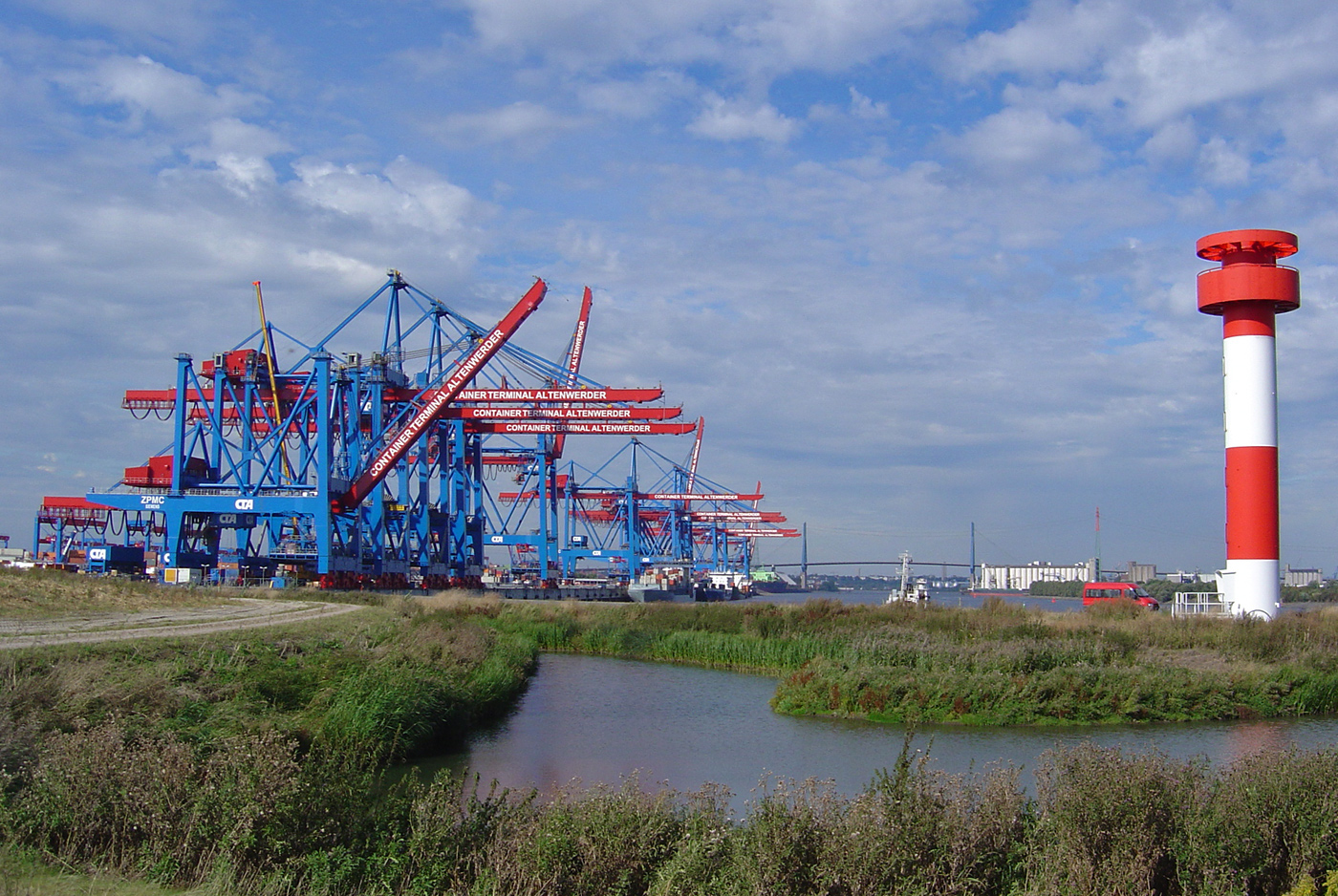
Beispiel für einen modernen Containerhafen: Containerterminal Altenwerder in Hamburg

Die Entwicklung von Häfen ist vor allem abhängig von guten politischen Rahmenbedingungen. Dazu gehört neben einem guten Wettbewerbsrahmen eine gute realistische Einschätzung der zu erwartenden Verkehre und Ladungsmengen. Durch die Steuerung der Hafeninfrastruktur-Betriebe ist die Politik meist mitverantwortlich für deren Entscheidungen.
In Deutschland sind gemäß Grundgesetz die Küstenländer für die Hafeninfrastruktur der Seehäfen verantwortlich sowie für die 12-Seemeilen-Zone (Küstengebiet), bei Gesetzgebungskompetenz für diese Gebiete.
Der Bund ist für die Wasserstraßen- und Schifffahrtsverwaltung zuständig sowie für die Sicherheit und Leichtigkeit des Seeverkehrs außerhalb des Küstenmeeres. Zur besseren Verzahnung der vielen unterschiedlichen Akteure wurde 2003 das gemeinsame Havariekommando des Bundes und der Küstenländer gegründet. Es stimmt sich im Maritimen Sicherheitszentrum in Cuxhaven mit anderen Behörden wie Bundespolizei, Fischereiaufsicht, Zoll, Wasserschutzpolizeien der Länder und vielen weiteren Akteuren ab und übernimmt im Falle komplexer Schadenslagen die Einsatzleitung. Eine Küstenwache gibt es in Deutschland nicht.

## Unternehmen in Häfen
In den meisten Häfen gibt es Unternehmen, die (unmittelbar und/oder mittelbar) am dortigen Güterumschlag beteiligt sind und/oder anderweitig den dort verkehrenden Schiffen dienen (z. B. Tankstellen, Werften, Catering).

### Nordseebezug
- Nordsee#Handelsschifffahrt, Häfen
- Rhein#Häfen
- Elbe#Wichtige Häfen
- Weser#Schifffahrt (nennenswerte Frachtschifffahrt bis Minden (Mittellandkanal))
- Ems#Schifffahrt

### Ostseebezug
- Ostsee#Seefahrt
- Trave – mündet bei Lübeck-Travemünde / Hafen Lübeck in die Ostsee
- Warnow – mündet bei Warnemünde / Hafen Rostock in die Ostsee